# Halva
Cette page contient des caractères spéciaux ou non latins. S’ils s’affichent mal (▯, ?, etc.), consultez la page d’aide Unicode.
Le halva est une composition pâtissière correspondant à diverses confiseries consommées en Europe, Moyen-Orient dans le sous-continent indien, dans la corne de l'Afrique et du Nord. Elle est le plus souvent fabriquée à base de sésame ou de semoule.

## Noms et étymologie
Le nom « halva » a ses racines dans le persan halva, dérivé d'un verbe arabe, halavi حلوى, que l'on transcrit par ḥalwā[Quoi ?], qui porte la notion de douceur et exprime le sucré.
Le halva s'appelle aussi helva, halvah, halava, halawa, alva, xalwo, haleweh, kakatcha, ħelwa, hulwa, halvah, helava, halwa, halua, aluva, chalva, chałwa, Հալվա, ხალვა, Халва, हलवा, ဟလဝါ, חלבה, حلوى, χαλβάς, suivant les pays.
En Syrie et Jordanie, on la désigne par حلاوة halâoûa pour la distinguer des حلوى haloua, sucreries en général.

## Histoire
Le halva a été inventé en Perse,.
Une première mention est attestée au VIIe siècle puis d'autres au IXe siècle,.
On retrouve ensuite des recettes de halva dans les livres de recettes Andalous, celui de El Kitâb al-Tabîkh Al-Warrâq datant du XVIIIe siècle et Xe siècle, puis dans le livre L’anonyme d’El Andalous du XIIIe siècle. En 1473, les registres de cuisine du sultan Mehmed II, qui appréciait particulièrement le helvâ-i-hakami (helva du souverain), donnent une ancienne recette stambouliote. Au XVe et XVIe siècles, les documents impériaux font mention d'une vingtaine de préparations, sésame, pistaches, amandes, mais aussi farine, riz, avec du sucre, du miel, etc. Certains halvas pouvaient être préparés sous forme de beignets frits.
Au XVIIe siècle, plus particulièrement à Istanbul, cette préparation donne son nom à des banquets, au cours desquels le halva est passé entre les plats.
Encore au début du XIXe siècle, les chameliers d'Arabie se nourrissaient d'une préparation particulièrement roborative, le hulwah. Cette pâte relativement épaisse est gardée entre deux coupelles, renfermant le hulwah, à la manière d'un coquillage bivalve, attachées à l'arçon des selles.

## Types de halva

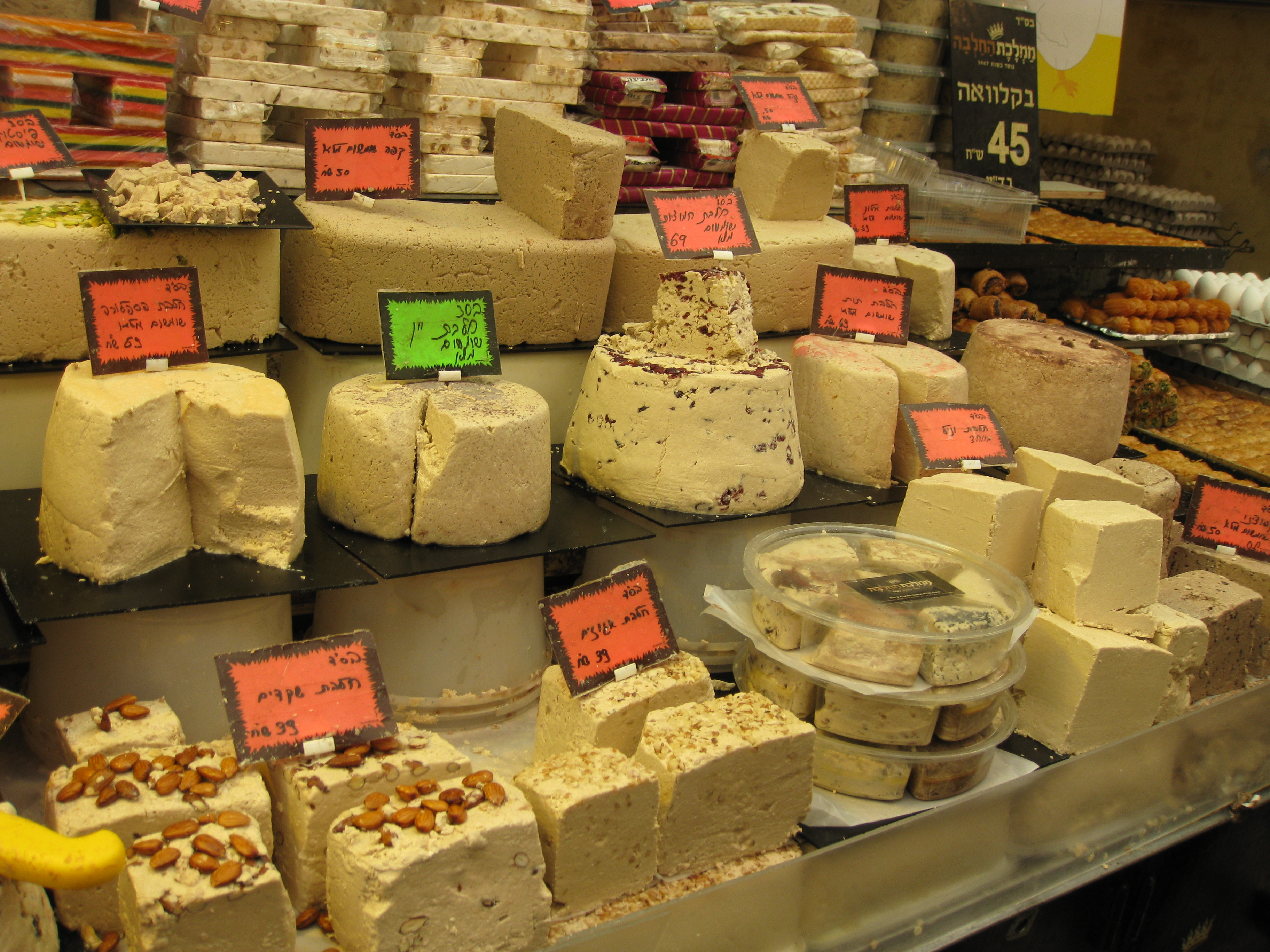
Halva au marché de Mahané Yehuda à Jérusalem.

Cette préparation, dans la tradition turque, est faite à base de tahin (crème de sésame). Dans la tradition indienne, le tahini est remplacé par toutes sortes de semoules de blé dur ou de farine. Le halva peut aussi être fait à partir de nombreux autres ingrédients, tels que les graines de tournesol, divers types de noix, de haricots, de lentilles et de légumes tels que carottes, citrouilles, ignames et courges. Dans les pays de l'ex-URSS, c'est le tournesol (d'Ukraine) qui domine ; un pays de double culture comme la République d'Arménie produit et consomme  du halva de sésame et du halva de tournesol.

### Halva à base de tahini

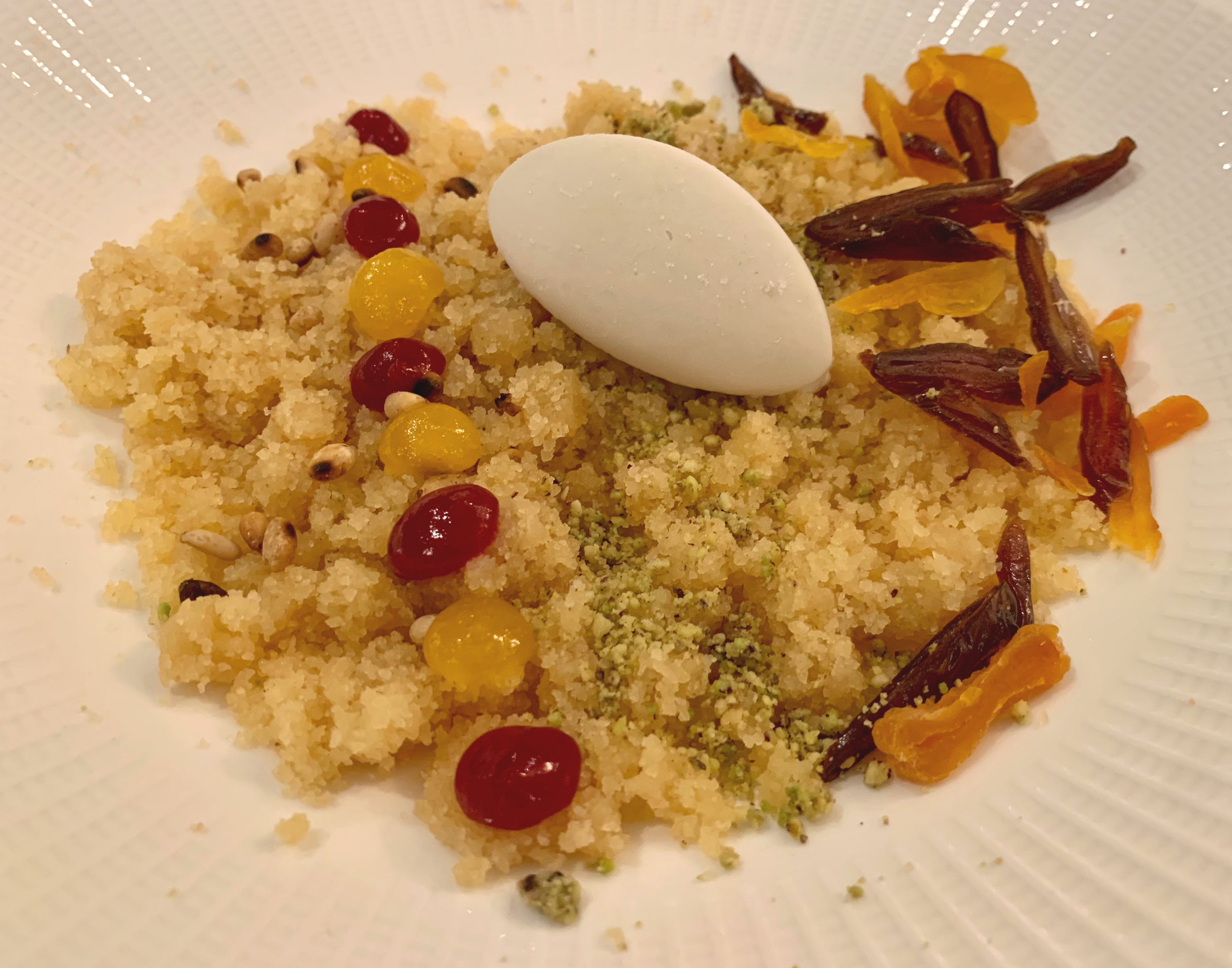
Un dessert à base de halva de tahini en Crète (Grèce).

### Halva à base de semoule

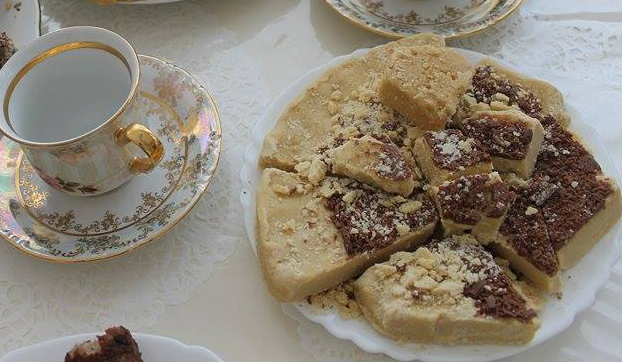
Du dema holva, sorte de halva de blé tchétchène.

Ce halva, produit et servi en Inde, au Pakistan, au Bangladesh, en Perse et dans les pays voisins (différentes versions se trouvent également en Albanie, en Bulgarie, en Grèce, en Turquie, en Arménie et au Liban), est généralement fait avec de la semoule de blé, du sucre ou du miel, et du beurre clarifié appelé ghee ou de l'huile végétale. Des raisins, des dattes, des amandes, des fleurs de cardamome verte ou d'autres fruits secs sont souvent inclus.

## Variétés locales

### Algérie
En Algérie, le halva prend le nom de halwa turk ou halouet meliana, du nom de la ville de Miliana[réf. nécessaire], à tradition ottomane. Il est très consommé durant le mois du ramadan sur tout le territoire algérien, servi pendant les présentations des doléances dans quelques régions. On le retrouve conditionné en pot, mais la principale production est faite de manière artisanale, à base d'amandes et de pistaches, héritée des Ottomans.

### Arménie
En Arménie, on trouve plusieurs types de halvas. Le halva de sésame est très répandu à travers le pays. Le plus souvent vendu en pots, il est la plupart du temps fourré aux pistaches. On trouve aussi du halva de semoule, préparé avec des pignons de pin et du beurre, et enfin le halva de farine, un peu moins répandu. La République d'Arménie comme tous les pays de l'ex-URSS, produit et consomme  aussi du halva de tournesol.
En Arménie, lorsqu'une personne meurt, quelques jours après la cérémonie des funérailles, les proches du défunt cuisinent du halva de semoule et l'offrent aux visiteurs et aux voisins.
Il existe aussi une version végétale du halva (sans produit animal) préparée et consommée pendant la période du Grand Carême.

### Inde
En Inde, le halva est une confiserie populaire qui s'y décline en une multitude de variété, bien que la populaire (notamment en Inde du nord) est le halva de semoule, préparé avec du jaggery, du ghee ou beurre clarifié, et parfois garni de fruits secs et de raisins secs. Le halva s'y prépare également à partir de légumes (notamment la carotte ou la courge cireuse), de légumineuses (dont le pois chiche ou le haricot mungo), de fruits, de noix, de farines ou encore de khoya. Le halva indien, dans ses nombreuses variétés, est cependant toujours d'une consistance plus humide et floconneuse par rapport aux halvas moyen-orientaux. De nombreuses villes en Inde, et ailleurs dans le sous-continent indien, sont associées à des types particuliers de halvas, qui sont de véritables spécialités locales participants à la renommée de ces villes,. C'est notamment le cas de Kozhikode ou Calicut, dans le Kerala, dont les halvas sont faits à base d'huile de noix de coco. De Bhatkal dans le Karnataka, connu pour son halva à la banane, ou encore de Tirunelveli dans le Tamil Nadu, célèbre pour son halva au lait de blé.
Dans le nord de l'Inde et au nord-est du Pakistan, le halva constitue un petit-déjeuner traditionnel accompagné avec des pains plats puris, la combinaison étant populairement appelée le halva puri (हलवा पूरी ou حلوہ پوری). Il est également consommé spécialement à l'occasion des vrath ou périodes de jeûne hindou, et aussi durant le Ramadan. Il peut être servi dans les temples hindous en tant que prasada et est indispensable dans les gurdwaras sikhs en tant que karah prasad. Dans la culture populaire du sud de l'Inde, le halva est en compagnie de fleurs coupées de jasmin (tressées en couronne : gajra), associé à la relation amoureuse et aux rendez-vous galants. Une association propagée par le cinéma sud-indien à travers ses comédies romantiques et autres films, où le halva et les fleurs de jasmin occupent la fonction de cadeau romantique, équivalents de la boîte de chocolats et du bouquet de rose en Occident. Le halva est aussi au cœur d'un évènement de la vie politique indienne, la « Cérémonie du halva », qui a lieu chaque année au ministère des finances, au moment où le processus de publication du budget de l'État va commencer. À cette occasion, du halva est cuisiné et partagé dans ce ministère, pour célébrer la clôture d'un important travail en amont, mais aussi signifier la mise en isolement du personnel et des acteurs directement impliqués dans la réalisation de ce document, afin d'éviter les fuites d'informations.

### Malte
À Malte, il est de tradition lors des festi de manger des nougats. Les boutiques foraines caractéristiques avec leurs vitrines circulaires proposent toujours, en plus des nougats, des ħelwa tat-Tork (qui signifie bonbon turc). C'est toujours une préparation à base de tahini, avec souvent des ajouts de pistaches ou d'amandes.
Le ħelwa tat-Tork est aussi très apprécié sur les tables lors des mariages ou offert aux invités.

### Myanmar
Au Myanmar, le halva correspond au halva de Pathein (correspondant à la ville de Pathein), il est fait à partir de farine de riz, de farine de riz gélatineux, de lait et parfois de graines de pavot.

### Roumanie et Moldavie
Le halva traditionnel de Roumanie a comme principal constituant la pâte de graines de tournesol à laquelle on rajoute du sucre en sirop. Comme ingrédients, il est courant de rajouter des pistaches (non salées), des noisettes, des amandes ou du chocolat.

### Russie, Biélorussie et Ukraine
Le halva est très répandu en Russie et en Ukraine, avec également comme principal constituant la pâte de graines de tournesol au sirop de sucre. Il se vend sur les marchés, à la coupe et a alors une texture très grasse et friable. Le halva se déguste tel quel, ou encore coupé en petits morceaux et accompagné d'une tasse de café ou de thé noir. Il peut aussi être utilisé dans la confection de douceurs sucrées.

### Tunisie
En Tunisie, le halva prend un autre nom : Chamia « شامية » en référence à « بلاد ااشام Bilad el-Cham » l'actuelle Syrie,Liban, Jordanie On trouve plusieurs marques et variétés de « chamia » en Tunisie. Durant le ramadan, les Tunisiens ont tendance à consommer la chamia accompagnée d'un bol de crème Sohlob faite à base de farine de céréales de sorgho (en arabe : droô « درع »). Elle est aussi consommée, en petit déjeuner, mélangée ou en garniture de la bsissa. On trouve en Tunisie des échoppes de produits laitiers qui proposent, entre autres, des sandwichs beurre-chamia ou ricotta-chamya.

### Turquie
En Turquie, après la cérémonie des funérailles, le septième et quarantième jour suivant la mort d'une personne , de même qu'au premier anniversaire, les proches du défunt cuisent du helva de farine, un helvası, et l'offrent aux visiteurs et aux voisins. C'est pour cette raison que ce helva de farine est également appelé ölü helvası, c'est-à-dire le « helva du mort ». Il se déguste parfois saupoudré de cannelle en poudre.
L'expression « griller le helva de quelqu'un » donne à penser que la personne concernée est morte il y a quelque temps.